# Sprekende portretten
Sprekende portretten is een reeks portretten van bekende persoonlijkheden, opgetekend door de journaliste Mien van Itallie-van Embden.

## Geschiedenis
In de jaren 1922 tot 1924 interviewde de journaliste Mien van Itallie-van Embden (1870-1959) verschillende Nederlandse en buitenlandse bekende persoonlijkheden voor Haagsche Post en Nieuwe Rotterdamsche Courant. Ze bleken goed gelezen en daarom werden ze in 1924 gebundeld in Sprekende portretten.
In het voorwoord vroeg Van Itallie zich af waarom haar portretten zo graag gelezen werden. Ze meende dat dat lag in de overstelping van het publiek met gefingeerde personages uit novellen en romans: de lezer zou plezier hebben in de fysiek-levende modellen zelf, "zooals de natuur hen [...] eenvoudigweg geschapen heeft". In de eerste bundel verschenen portretten van Pieter Cort van der Linden, Heike Kamerlingh Onnes, Aletta Jacobs, Robert Cecil en Maria Montessori, vooral gebaseerd op eigen interviews. In 1928 verscheen nog een tweede bundel ("2e reeks").

### Louis Couperus
Een van de bekendste portretten die ze gaf is die van de Nederlandse schrijver Louis Couperus (1863-1923). Van Itallie was bij de viering van de 60e verjaardag van Couperus op 9 juni 1923 aanwezig geweest. Ze had toen aan een familielid gevraagd of zij de schrijver voor een interview zou kunnen vragen. Het familielid had echter geantwoord: "Wacht nog enkele weken - ziet u niet hoe moe hij is?" Maar: enkele weken na die viering overleed de schrijver. Daarop wendde zij zich na het overlijden van Couperus tot zijn zus, Catharina Rica Geertruida Couperus (1850-1923), weduwe van de advocaat en Eerste Kamerlid Benjamin Marius Vlielander Hein (1838-1919). Maar die had geantwoord: "Over een paar maanden - de wond is nu nog te versch". Uiteindelijk vroeg mevrouw Vlielander Hein in oktober 1923 aan Van Itallie om langs te komen. De gegevens uit dit interview zijn enkele schaarse herinneringen over de kindertijd en het familieleven van de schrijver. Twee weken na het interview overleed ook mevrouw Vlielander Hein-Couperus, op 6 november 1923.

### Uitgaven
De eerste bundel verscheen in november 1924, bij uitgeverij Sijthoff te Leiden. De bundel bevatte 15 portretten in 169 bladzijden. De bundel verscheen zowel in een ingenaaide versie als in een in halflinnen gebonden versie. In november 1928 verscheen een tweede reeks van zes portretten bij de Rotterdamse uitgever Nijgh & Van Ditmar, onder andere met Jan Toorop, Pieter Jelles Troelstra en Esther de Boer-van Rijk, alleen in een gebonden uitvoering.
Bij elk portret werd een foto van de geportretteerde afgedrukt, waaronder de handtekening stond afgebeeld.
In 1983, ter gelegenheid van het 70-jarig bestaan van de Haagse Post werd in het jubileumnummer het interview met oud-premier Cort van der Linden herdrukt.